# Зеркало (кинофестиваль)

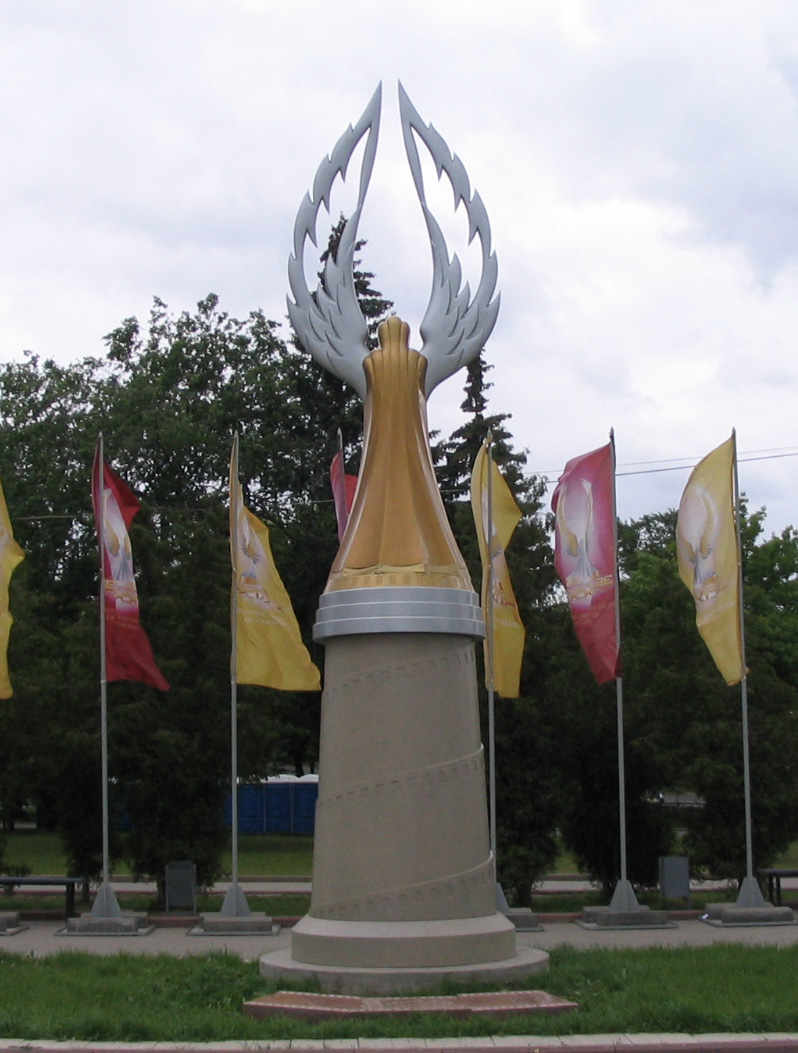
Памятная стела в виде старого символа МКФ «Зеркало» (2007—2012)

Международный кинофестиваль «Зеркало» имени Андрея Тарковского — ежегодный кинофестиваль, который проводится в российском городе Иваново с 2007 года. Фестиваль назван в честь одноимённой экранизации, снятой режисссёром Андреем Тарковским с участием Иннокентия Смоктуновского и Маргариты Тереховой на киностудии Мосфильм в 1975 году.

## История
Учреждён в 2007 году в честь 75-летия со дня рождения кинорежиссёра Андрея Тарковского правительством Ивановской области (Департамент культуры и культурного наследия Ивановской области), при поддержке Администрации Президента РФ, Государственной Думы РФ, Министерства культуры Российской Федерации, Правительства Москвы и Союза кинематографистов России.
В 2010 году президентом МКФ «Зеркало» стал режиссёр Павел Лунгин, сменив на этом посту актрису Инну Чурикову.
В программу фестиваля входят Международный конкурс игровых фильмов, спецпоказы, ретроспективы, анимационные фильмы, студенческое кино. Ежегодно на фестивале демонстрируется около 150 фильмов, проходит более 50 творческих встреч, фестивальные мероприятия посещают около 25 тысяч человек.
Кроме Иванова, мероприятия проводятся в других городах Ивановской области: Юрьевец, Кинешма, Плёс, Шуя, Родники.
В 2012 году кинофестиваль вошёл в десятку наиболее известных среди экспертов российских фестивалей и премий.
С 2007 по 2012 год в дни проведения кинофестиваля на площади перед Дворцом искусств устанавливалась памятная стела в виде символа кинофестиваля.
С 2024 года профиль фестиваля расширился и стал включать кино, музыку и архитектуру.

## Организационный комитет фестиваля
- Президент фестиваля — кинорежиссёр Сергей Бодров
- Председатель комитета — Михаил Мень, губернатор Ивановской области (до 2013 г.).
- Программный директор фестиваля — Сергей Лаврентьев (2007—2010), в 2011 году – Алексей Медведев, с 2012 года – Андрей Плахов[5].
- Организатор фестиваля — Марина Тарковская (сестра Андрея Тарковского).
- Генеральный продюсер — Константин Шавловский[6]

Призы
|  | - Гран-при (символ и денежный приз) «За лучший игровой фильм»; - Приз (символ и денежный приз) «За лучшую мужскую роль»; - Приз (символ и денежный приз) «За лучшую женскую роль»; - Специальный приз (символ) «За выдающийся вклад в мировое киноискусство»; - Приз (символ) Гильдии киноведов и кинокритиков России; - Специальный приз (символ) губернатора Ивановской области; - Специальный приз (символ и денежный приз) президента фестиваля «Приз надежды» (самому многообещающему дебютанту); - Приз (символ) зрительских симпатий; - Диплом участника фестиваля. |

## Хронология
- I фестиваль проходил 6-13 июля 2007 года. Председатель жюри Теодорос Ангелопулос.
- II фестиваль, приуроченный к 100-летию Российского кинематографа, проходил с 26 мая по 1 июня 2008 года. Председатель жюри Константин Лопушанский.
- III фестиваль проходил с 25 по 31 мая 2009 года. Председатель жюри Рустам Ибрагимбеков.
- IV фестиваль, проходил с 24 по 30 мая 2010 года. Председатель жюри Ким Донг Хо.
- V фестиваль, проходил с 23 по 29 мая 2011 года. Председатель жюри Рэйф Файнс.
- VI фестиваль, проходил с 29 мая по 3 июня 2012 года. Председатель жюри Роджер Кристиан.
- VII фестиваль, проходил с 11 июня по 16 июня 2013 года. Председатель жюри Клаус Эдер.
- VIII фестиваль проходил с 10 по 15 июня 2014 года.
- IX фестиваль прошёл с 9 по 14 июня 2015 года. Председатель жюри Эммануэль Каррер[8][9].
- X фестиваль проходил с 14 по 19 июня 2016 года. Председатель жюри Йос Стеллинг.
- XI фестиваль проходил с 13 по 18 июня 2017 года[10]. Председатель жюри Амат Эскаланте.
- XII фестиваль проходил с 12 по 17 июня 2018 года[11].
- XIII фестиваль проходил с 14 по 21 июня 2019 года[12].
- XIV фестиваль проходил в формате онлайн - с 25 по 30 июня 2020 года.
- XV фестиваль проходил 27 по 31 августа 2021 года[13].

## Лауреаты
Гран-При - За лучший игровой фильм
- 2007 — «Драма/Мекс», реж. Герардо Нараньо (Мексика)
- 2008 — «Под крышами Парижа», реж. Хинер Салим (Франция)
- 2009 — «Полторы комнаты, или Сентиментальное путешествие на родину», реж. Андрей Хржановский (Россия)
- 2010 — «Запретный плод», реж. Доме Карукоски (Финляндия)
- 2011 — «Дневники Мусана», реж. Пак Чжунбом (Южная Корея)
- 2012 — «В тумане», реж. Сергей Лозница (Украина)
- 2013 — «Яйцо и камень», реж. Хуань Ци (Китай)
- 2014 — «Племя», реж. Мирослав Слабошпицкий (Украина)
- 2015 — «Райский уголок», реж. Мяонь Чжан (Китай)
- 2016 — «Тёмный зверь», реж. Фелипе Герреро (Колумбия)
- 2017 — «Теснота», реж. Кантемир Балагов (Россия)
- 2017 — «Я не мадам Бовари / Я не Пань Цзиньлянь», реж. Фэн Сяоган (Китай)
- 2018 — «Не забудь меня», реж. Рама Нехари (Израиль)
- 2019 — «Дылда», реж. Кантемир Балагов (Россия)
- 2020 — «Назир», реж. Арун Картик (Индия, Нидерланды, Сингапур)[14]